# 高嘉旎
高嘉旎（英語：Jen Kao，1981年7月15日—），臺灣裔美國時裝設計師，高民環之女。

## 早年生活
高嘉旎，Garmin創辦人高民環的女兒，出生於加州洛杉磯，成長在堪薩斯州堪薩斯城大都會區的一側。她於1999年畢業於彭布羅克山學校。高嘉旎取得紐約大學工作室藝術學士學位，並在帕森斯設計學院獲得碩士學位。

## 職業生涯
高嘉旎的職業生涯開始於2007年，當時她在紐約時裝週上推出了春季系列。 Elle將她的設計描述為“以藝術為靈感、以智慧接近並精心執行 。除了各種網站外，她的同名系列還在紐約市、洛杉磯、倫敦和東京銷售。M.I.A.、
艾莉察·偉德曼、泰萊·麥遜、妮姬·米娜、菲姬、羅蘋·萊特、哈利·維埃拉-牛頓和瑞秋·麥亞當斯都穿過她的設計。
高嘉旎於2011年入選為美國時裝設計師協會 (CFDA)。
2013年9月，公司發言人宣布，由於未說明健康問題，高嘉旎將無限期關閉她的成衣生產線。